# Loška vas
Loška vas – wieś w Słowenii, w gminie Dolenjske Toplice. W 2018 roku liczyła 80 mieszkańców.